# آبیس
«آبیس» (انگلیسی: Abyss) یک بازی ویدئویی در سبک بازی ماجراجویی است که توسط Cases Computer Simulations و در سال ۱۹۸۴ و در پلت‌فرم اسپکتروم منتشر شده‌است.